# Jermek Quantajew
Jermek Bolatchanuly Quantajew (kasachisch Ермек Болатханұлы Қуантаев Ermek Bolathanūly Quantaev, russisch Ерме́к Булатха́нович Куанта́ев; * 13. Oktober 1990 in Kustanai, Kasachische SSR) ist ein kasachischer Fußballspieler.

## Karriere

### Verein
Quantajew begann seine Karriere in der Jugendmannschaft von Tobyl Qostanai und kam 2007 in die zweite Mannschaft. Seit der Saison 2010 stand er als Stammspieler im Aufgebot von Qostanai; in dieser Saison kam er auf insgesamt 27 Liga-Spiele und drei Tore. Sein erstes Premjer-Liga-Spiel in der Profi-Mannschaft von Qostanai hatte er am 20. April 2010 gegen Aqschajyq Oral. Am 25. Juli 2010 erzielte er beim 3:1-Auswärtssieg gegen Oqschetpes Kökschetau in der 19. Minute sein erstes Profi-Tor. In der Europa League gab Quantajew sein Debüt am 1. Juli 2010 im Qualifikationsspiel gegen HŠK Zrinjski Mostar, das Qostanai mit 1:2 verloren hatte. Nachdem sie auch im Rückspiel unterlegen waren, schieden sie nach der ersten Qualifikations-Runde aus dem Wettbewerb aus. Mit 19 Siegen und einem Punkt Vorsprung auf den FK Aqtöbe gewann Tobyl Qostanai zum ersten Mal in seiner Geschichte 2010 die kasachische Meisterschaft, wodurch der Verein zur Teilnahme an der 2. Qualifikationsrunde zur Champions League 2011/12 qualifiziert war. Hier kam Quantajew in den beiden Spielen am 12. und 19. Juli 2011 gegen den ŠK Slovan Bratislava zum Einsatz.
Am 6. Januar 2014 unterschrieb Jermek Quantajew einen Zwei-Jahres-Vertrag beim FK Qairat Almaty. Auch hier gehörte er als Stammspieler zur Mannschaft und kam in der Saison 2014 auf 25 Ligaspiele und vier Pokalspiele, in denen er wettbewerbsübergreifend drei Tore erzielte (zwei in der Premjer-Liga und eines im Pokal). Mit der Mannschaft konnte er zudem den Gewinn des kasachischen Pokals 2014 feiern.

### Nationalmannschaft
Quantajew absolvierte für die kasachische U-21-Nationalmannschaft drei Spiele und erzielte ein Tor. Seit 2014 ist er im Kader der A-Nationalmannschaft. Sein Debüt gab er am 28. März 2015 im Qualifikationsspiel zur Fußball-Europameisterschaft 2016 gegen Island, als er in der 67. Minute für Mark Gorman eingewechselt wurde.